# Aston Martin DBS (1967)
Den här artikeln handlar om sportbilen från 1967. För lyxbilen från 2008 se Aston Martin DBS (2008).
Aston Martin DBS är en sportbil, tillverkad av den brittiska biltillverkaren Aston Martin mellan 1967 och 1973.

## DBS (1967-73)
Aston Martins DBS var avsedd att efterträda Aston Martin DB6 men de båda modellerna tillverkades parallellt i flera år. Den nya modellen var rymligare än sina föregångare och rymde ledigt fyra passagerare. Tekniken byggde vidare på föregångarna, men den stela bakaxeln var utbytt mot en De Dion-axel. Bilen skulle haft den nya V8-motor som motorkonstruktören Tadek Marek arbetade med under 1960-talet, men motorn var inte färdigutvecklad när bilen gick i produktion och infördes först i DBS V8 1970. DBS levererades därför med samma fyraliters sexa som föregångaren DB6, i två effektutföranden. På grund av den högre vikten blev prestandan sämre än hos föregångaren och DBS fick dessutom utstå mycket kritik för sin kontroversiella front med fyra strålkastare, vilket bröt mot den invanda Aston-traditionen.
Produktionen uppgick till 795 exemplar.

### Vantage
I samband med att David Brown sålde Aston 1972 försvann namnet DBS. Den sexcylindriga modellen levde vidare ytterligare ett drygt år under namnet Aston Martin Vantage. Bilen var även försedd med samma, mer traditionella Aston-front med enkla strålkastare som infördes på V8-modellen detta år. Bilen tillverkades i 70 exemplar innan den försvann på grund av liten efterfrågan.
Varianter:
| Modell      | Motor               | Cylindervolym | Effekt | Bränsle              |
| ----------- | ------------------- | ------------- | ------ | -------------------- |
| DBS         | 6-cyl radmotor dohc | 3995 cm³      | 282 hk | 3 st SU förgasare    |
| DBS Vantage | 6-cyl radmotor dohc | 3995 cm³      | 325 hk | 3 st Weber förgasare |

## Nya Aston Martin DBS (2008- )
se huvudartikel Aston Martin DBS (2008)
Hösten 2007 kompletterades Aston Martins modellprogram med en ny DBS. Leveranserna beräknas starta i början av 2008. Den nya bilen har bland annat V12-motor på 517 hk och är enbart tvåsitsig.
Nya DBS gjorde inofficiell premiär i James Bond-filmen Casino Royale, där den kördes av Daniel Craig.